# آرنولد، شهرستان مندوسینو، کالیفرنیا
آرنولد (به انگلیسی: Arnold) یک منطقهٔ مسکونی در ایالات متحده آمریکا است که در شهرستان مندوسینو، کالیفرنیا واقع شده‌است. آرنولد ۳۷۲ متر بالاتر از سطح دریا قرار دارد.